# Kellyton, Alabama
Kellyton là một thị trấn thuộc quận Coosa, tiểu bang Alabama, Hoa Kỳ. Dân số năm 2009 là 222 người, mật độ đạt 89 người/km².